# بلک جک (میزوری)
بلک جک (به انگلیسی: Black Jack) یک شهر در ایالات متحده آمریکا است که در شهرستان سنت لوئیس، میزوری واقع شده‌است. بلک جک ۶٫۷۳ کیلومتر مربع مساحت و ۶٬۹۲۹ نفر جمعیت دارد و ۱۸۳ متر بالاتر از سطح دریا قرار دارد.